# Médaille de l'hygiène
La médaille de l'hygiène ou Médaille d'honneur de l'Hygiène publique est une décoration civile française instituée en 1912.

## Historique
Elle s'adresse aux personnels hospitaliers ou sanatoriums. Elle est complémentaire de la médaille des épidémies.
La médaille disparaît en 1938, remplacée par l'Ordre de la Santé publique.

## Grades
| Bronze | Argent | Or |
| ------ | ------ | -- |
|        |        |    |
|        |        |    |